# Roman Pavljučenko
Roman Anatol'evič Pavljučenko (in russo Роман Анатольевич Павлюченко?; Stavropol', 15 dicembre 1981) è un ex calciatore russo, di ruolo attaccante.

## Biografia
È sposato con una ragazza di nome Larisa ed ha una figlia di nome Kristina.

## Caratteristiche
Era un attaccante dotato di una buona tecnica di base e un ottimo colpo di testa; trovava la sua collocazione ideale come prima punta.

## Carriera

### Club
Fece il suo debutto professionistico con la Dinamo Stavropol. Nel 2000 è passato al Rotor, dove ha esordito nel campionato russo. In tre anni ha giocato 65 partite e segnato 14 gol, fino a quando, nel 2003, lo Spartak non lo ha portato a Mosca. Da allora è diventato un idolo del pubblico, per le tante reti realizzate (67 in 130 presenze), sia per l'attaccamento dimostrato alla maglia. Per tre anni lo Spartak Mosca è arrivato secondo in campionato e Pavlyuchenko ha vinto solo una Coppa di Russia nel 2003. A livello personale ha vinto due titoli di capocannoniere (nel 2006 con 18 gol in 27 partite, e nel 2007 con 14 gol in 22 partite a pari merito con Roman Adamov.
Nella stagione 2006-2007 è stato il principale artefice della prima vittoria dello Spartak in una partita di Champions contro lo Sporting Lisbona, grazie a una rete in rovesciata. Nella stessa manifestazione segnò anche un gol a San Siro contro l'Inter.
Le sue grandi prestazioni hanno indotto il Tottenham ad acquistarlo nell'estate del 2008 per circa 17 milioni di euro. In campionato Pavljučenko sigla però solo cinque reti in 28 gare, mentre nella stagione successiva riesce ad essere più continuo nelle realizzazioni. Il 31 gennaio 2012 viene acquistato dal Lokomotiv Mosca, tornando così a giocare in patria dopo tre stagioni e mezzo passate con gli Spurs. Negli anni a Londra ha avuto anche non poca concorrenza per via della presenze di Peter Crouch e Jermain Defoe.

### Nazionale
Dopo aver giocato per due anni nella Russia under 21, il 20 agosto 2003, ha esordito nella nazionale maggiore russa in un'amichevole disputata contro Israele. Il 17 ottobre del 2007, si rende protagonista in maniera decisiva con una doppietta nei confronti dell'Inghilterra, partita valida per le qualificazioni agli Europei. A Euro 2008 Pavlyuchenko è risultato tra i migliori del torneo, segnando tre gol contro Spagna, Svezia e Olanda.
L'8 giugno 2012 esordisce agli Europei nella partita vinta contro la Repubblica Ceca, subentrando al 73' ad Aleksandr Keržakov, mettendo a segno la rete del definitivo 4-1 a otto minuti dal termine della gara, con un gran destro che si infila sotto l'incrocio dei pali.

## Statistiche

### Presenze e reti nei club
Statistiche aggiornate al ottobre 2013.
| Stagione               | Club                   | Campionato             | Campionato | Campionato | Coppa nazionali | Coppa nazionali | Coppa nazionali | Coppe continentali | Coppe continentali | Coppe continentali | Altre coppe | Altre coppe | Altre coppe | Totale | Totale |
| Stagione               | Club                   | Comp                   | Pres       | Reti       | Comp            | Pres            | Reti            | Comp               | Pres               | Reti               | Comp        | Pres        | Reti        | Pres   | Reti   |
| ---------------------- | ---------------------- | ---------------------- | ---------- | ---------- | --------------- | --------------- | --------------- | ------------------ | ------------------ | ------------------ | ----------- | ----------- | ----------- | ------ | ------ |
| 1998                   | Dinamo Stavropol'      | PD                     | 1          | 0          | CR              | 0               | 0               |                    |                    |                    |             |             |             | 1      | 0      |
| 1999                   | Dinamo Stavropol'      | PD                     | 30         | 1          | CR              | 0               | 0               | -                  | -                  | -                  | -           | -           | -           | 30     | 1      |
| 2000                   | Rotor                  | VD                     | 16         | 5          | CR              | 1               | 1               | -                  | -                  | -                  | -           | -           | -           | 17     | 6      |
| 2001                   | Rotor                  | PL                     | 28         | 5          | CR              | 0               | 0               | -                  | -                  | -                  | -           | -           | -           | 28     | 5      |
| 2002                   | Rotor                  | PL                     | 21         | 4          | CR              | 1               | 0               | -                  | -                  | -                  | -           | -           | -           | 22     | 4      |
| Totale Rotor Volgograd | Totale Rotor Volgograd | Totale Rotor Volgograd | 65         | 15         |                 | 2               | 1               |                    |                    |                    |             |             |             | 67     | 16     |
| 2003                   | Spartak Mosca          | PL                     | 27         | 15         | CR              | 6               | 3               | CU                 | 2                  | 1                  | -           | -           | -           | 35     | 19     |
| 2004                   | Spartak Mosca          | PL                     | 26         | 15         | CR              | 3               | 0               | CU                 | 5                  | 3                  | -           | -           | -           | 34     | 18     |
| 2005                   | Spartak Mosca          | PL                     | 25         | 21         | CR              | 1               | 1               | -                  | -                  | -                  | -           | -           | -           | 26     | 22     |
| 2006                   | Spartak Mosca          | PL                     | 27         | 18         | CR              | 7               | 0               | CU                 | 10                 | 3                  | -           | -           | -           | 44     | 21     |
| 2007                   | Spartak Mosca          | PL                     | 22         | 14         | CR              | 3               | 0               | CU                 | 7                  | 6                  | -           | -           | -           | 32     | 20     |
| 2008                   | Spartak Mosca          | PL                     | 16         | 6          | CR              | -               | -               | CU                 | 3                  | 1                  | -           | -           | -           | 19     | 7      |
| Totale Spartak Mosca   | Totale Spartak Mosca   | Totale Spartak Mosca   | 143        | 89         |                 | 20              | 4               |                    | 27                 | 14                 |             |             |             | 190    | 107    |
| 2008-2009              | Tottenham              | PL                     | 28         | 5          | CI+CdL          | 6+2             | 6+3             | CU                 | -                  | -                  | -           | -           | -           | 36     | 14     |
| 2009-2010              | Tottenham              | PL                     | 16         | 5          | CI+CdL          | 6+2             | 4+1             | -                  | -                  | -                  | -           | -           | -           | 24     | 10     |
| 2010-2011              | Tottenham              | PL                     | 29         | 10         | CI+CdL          | 1+1             | 0+0             | UCL                | 8                  | 4                  | -           | -           | -           | 39     | 14     |
| 2011-gen. 2012         | Tottenham              | PL                     | 5          | 1          | CI+CdL          | 2+1             | 1+0             | UEL                | 6                  | 2                  | -           | -           | -           | 14     | 4      |
| Totale Tottenham       | Totale Tottenham       | Totale Tottenham       | 78         | 21         |                 | 21              | 15              |                    | 14                 | 6                  |             |             |             | 113    | 42     |
| gen.-giu. 2012         | Lokomotiv Mosca        | PL                     | 9          | 2          | CR              | 1               | 0               | -                  | -                  | -                  | -           | -           | -           | 10     | 2      |
| 2012-2013              | Lokomotiv Mosca        | PL                     | 19         | 4          | CR              | 1               | 0               | -                  | -                  | -                  | -           | -           | -           | 20     | 4      |
| 2013-2014              | Lokomotiv Mosca        | PL                     | 24         | 6          | CR              | 1               | 0               | -                  | -                  | -                  | -           | -           | -           | 25     | 6      |
| 2014-2015              | Lokomotiv Mosca        | PL                     | 20         | 3          | CR              | 2               | 0               | -                  | -                  | -                  | -           | -           | -           | 22     | 3      |
| Totale Lokomotiv Mosca | Totale Lokomotiv Mosca | Totale Lokomotiv Mosca | 72         | 15         |                 | 5               | 0               |                    |                    |                    |             |             |             | 77     | 15     |
| 2015-2016              | Kuban'                 | PL                     | 10         | 2          | CR              | 0               | 0               | -                  | -                  | -                  | -           | -           | -           | 10     | 2      |
| 2016-2017              | Ural                   | PL                     | 21         | 4          | CR              | 2               | 0               | -                  | -                  | -                  | -           | -           | -           | 23     | 4      |
| 2017-2018              | Ararat Mosca           | FL                     | 8          | 9          | CR              | 2               | 0               | -                  | -                  | -                  | -           | -           | -           | 10     | 9      |
| Totale carriera        | Totale carriera        | Totale carriera        | 436        | 145        |                 | 42              | 13              |                    | 41                 | 20                 |             |             |             | 523    | 187    |

### Presenze e reti in nazionale
| Cronologia completa delle presenze e delle reti in nazionale ― Russia | Cronologia completa delle presenze e delle reti in nazionale ― Russia | Cronologia completa delle presenze e delle reti in nazionale ― Russia | Cronologia completa delle presenze e delle reti in nazionale ― Russia | Cronologia completa delle presenze e delle reti in nazionale ― Russia | Cronologia completa delle presenze e delle reti in nazionale ― Russia | Cronologia completa delle presenze e delle reti in nazionale ― Russia | Cronologia completa delle presenze e delle reti in nazionale ― Russia |
| Data                                                                  | Città                                                                 | In casa                                                               | Risultato                                                             | Ospiti                                                                | Competizione                                                          | Reti                                                                  | Note                                                                  |
| --------------------------------------------------------------------- | --------------------------------------------------------------------- | --------------------------------------------------------------------- | --------------------------------------------------------------------- | --------------------------------------------------------------------- | --------------------------------------------------------------------- | --------------------------------------------------------------------- | --------------------------------------------------------------------- |
| 20-8-2003                                                             | Mosca                                                                 | Russia                                                                | 1 – 2                                                                 | Israele                                                               | Amichevole                                                            | -                                                                     | 46’                                                                   |
| 3-9-2005                                                              | Mosca                                                                 | Russia                                                                | 2 – 0                                                                 | Liechtenstein                                                         | Qual. Mondiali 2006                                                   | -                                                                     | 66’                                                                   |
| 8-10-2005                                                             | Mosca                                                                 | Russia                                                                | 5 – 1                                                                 | Lussemburgo                                                           | Qual. Mondiali 2006                                                   | 1                                                                     | 61’                                                                   |
| 12-10-2005                                                            | Bratislava                                                            | Slovacchia                                                            | 0 – 0                                                                 | Russia                                                                | Qual. Mondiali 2006                                                   | -                                                                     | 82’                                                                   |
| 16-8-2006                                                             | Mosca                                                                 | Russia                                                                | 1 – 0                                                                 | Lettonia                                                              | Amichevole                                                            | -                                                                     | 46’                                                                   |
| 6-9-2006                                                              | Mosca                                                                 | Russia                                                                | 0 – 0                                                                 | Croazia                                                               | Qual. Euro 2008                                                       | -                                                                     | 53’                                                                   |
| 15-11-2006                                                            | Skopje                                                                | Macedonia                                                             | 0 – 2                                                                 | Russia                                                                | Qual. Euro 2008                                                       | -                                                                     | 90’                                                                   |
| 7-2-2007                                                              | Amsterdam                                                             | Paesi Bassi                                                           | 4 – 1                                                                 | Russia                                                                | Amichevole                                                            | -                                                                     | 72’                                                                   |
| 22-8-2007                                                             | Mosca                                                                 | Russia                                                                | 2 – 2                                                                 | Polonia                                                               | Amichevole                                                            | 1                                                                     | 46’                                                                   |
| 8-9-2007                                                              | Mosca                                                                 | Russia                                                                | 3 – 0                                                                 | Macedonia                                                             | Qual. Euro 2008                                                       | -                                                                     | 66’                                                                   |
| 12-9-2007                                                             | Londra                                                                | Inghilterra                                                           | 3 – 0                                                                 | Russia                                                                | Qual. Euro 2008                                                       | -                                                                     | 63’                                                                   |
| 17-10-2007                                                            | Mosca                                                                 | Russia                                                                | 2 – 1                                                                 | Inghilterra                                                           | Qual. Euro 2008                                                       | 2                                                                     | 58’ 75’                                                               |
| 17-11-2007                                                            | Tel Aviv                                                              | Israele                                                               | 2 – 1                                                                 | Russia                                                                | Qual. Euro 2008                                                       | -                                                                     | 52’                                                                   |
| 26-3-2008                                                             | Bucarest                                                              | Romania                                                               | 3 – 0                                                                 | Russia                                                                | Amichevole                                                            | -                                                                     | 60’                                                                   |
| 23-5-2008                                                             | Mosca                                                                 | Russia                                                                | 6 – 0                                                                 | Kazakistan                                                            | Amichevole                                                            | -                                                                     | 46’                                                                   |
| 28-5-2008                                                             | Burghausen                                                            | Russia                                                                | 2 – 1                                                                 | Serbia                                                                | Amichevole                                                            | 1                                                                     | 15’                                                                   |
| 4-6-2008                                                              | Burghausen                                                            | Lituania                                                              | 1 – 4                                                                 | Russia                                                                | Amichevole                                                            | 1                                                                     | 46’                                                                   |
| 10-6-2008                                                             | Innsbruck                                                             | Spagna                                                                | 4 – 1                                                                 | Russia                                                                | Euro 2008 - 1º turno                                                  | 1                                                                     | 46’                                                                   |
| 14-6-2008                                                             | Salisburgo                                                            | Grecia                                                                | 0 – 1                                                                 | Russia                                                                | Euro 2008 - 1º turno                                                  | -                                                                     |                                                                       |
| 18-6-2008                                                             | Innsbruck                                                             | Russia                                                                | 2 – 0                                                                 | Svezia                                                                | Euro 2008 - 1º turno                                                  | 1                                                                     | 90’                                                                   |
| 21-6-2008                                                             | Basilea                                                               | Paesi Bassi                                                           | 1 – 3 dts                                                             | Russia                                                                | Euro 2008 - 1º turno                                                  | 1                                                                     | 115’                                                                  |
| 26-6-2008                                                             | Vienna                                                                | Spagna                                                                | 3 – 0                                                                 | Russia                                                                | Euro 2008 - Semifinale                                                | -                                                                     |                                                                       |
| 20-8-2008                                                             | Mosca                                                                 | Russia                                                                | 1 – 1                                                                 | Paesi Bassi                                                           | Amichevole                                                            | -                                                                     | 39’                                                                   |
| 10-9-2008                                                             | Mosca                                                                 | Russia                                                                | 2 – 1                                                                 | Galles                                                                | Qual. Mondiali 2010                                                   | 1                                                                     | 90+4’                                                                 |
| 28-3-2009                                                             | Mosca                                                                 | Russia                                                                | 2 – 0                                                                 | Azerbaigian                                                           | Qual. Mondiali 2010                                                   | 1                                                                     | 72’                                                                   |
| 1-4-2009                                                              | Vaduz                                                                 | Liechtenstein                                                         | 0 – 1                                                                 | Russia                                                                | Qual. Mondiali 2010                                                   | -                                                                     | 84’                                                                   |
| 10-6-2009                                                             | Helsinki                                                              | Finlandia                                                             | 0 – 3                                                                 | Russia                                                                | Qual. Mondiali 2010                                                   | -                                                                     | 67’                                                                   |
| 12-8-2009                                                             | Mosca                                                                 | Russia                                                                | 2 – 3                                                                 | Argentina                                                             | Amichevole                                                            | 1                                                                     | 46’                                                                   |
| 5-9-2009                                                              | San Pietroburgo                                                       | Russia                                                                | 3 – 0                                                                 | Liechtenstein                                                         | Qual. Mondiali 2010                                                   | 2                                                                     | 48’                                                                   |
| 9-9-2009                                                              | Cardiff                                                               | Galles                                                                | 1 – 3                                                                 | Russia                                                                | Qual. Mondiali 2010                                                   | 1                                                                     | 71’                                                                   |
| 10-10-2009                                                            | Mosca                                                                 | Russia                                                                | 0 – 1                                                                 | Germania                                                              | Qual. Mondiali 2010                                                   | -                                                                     | 54’                                                                   |
| 14-11-2009                                                            | Mosca                                                                 | Russia                                                                | 2 – 1                                                                 | Slovenia                                                              | Qual. Mondiali 2010                                                   | -                                                                     | 80’                                                                   |
| 18-11-2009                                                            | Maribor                                                               | Slovenia                                                              | 1 – 0                                                                 | Russia                                                                | Qual. Mondiali 2010                                                   | -                                                                     | 46’                                                                   |
| 3-3-2010                                                              | Budapest                                                              | Ungheria                                                              | 1 – 1                                                                 | Russia                                                                | Amichevole                                                            | -                                                                     | 46’                                                                   |
| 11-8-2010                                                             | San Pietroburgo                                                       | Russia                                                                | 1 – 0                                                                 | Bulgaria                                                              | Amichevole                                                            | -                                                                     | 46’                                                                   |
| 3-9-2010                                                              | Andorra la Vella                                                      | Andorra                                                               | 0 – 2                                                                 | Russia                                                                | Qual. Euro 2012                                                       | -                                                                     | 86’                                                                   |
| 7-9-2010                                                              | Mosca                                                                 | Russia                                                                | 0 – 1                                                                 | Slovacchia                                                            | Qual. Euro 2012                                                       | -                                                                     | 71’                                                                   |
| 9-2-2011                                                              | Abu Dhabi                                                             | Iran                                                                  | 1 – 0                                                                 | Russia                                                                | Amichevole                                                            | -                                                                     | 46’ 65’                                                               |
| 29-3-2011                                                             | Doha                                                                  | Qatar                                                                 | 1 – 1                                                                 | Russia                                                                | Amichevole                                                            | 1                                                                     |                                                                       |
| 4-6-2011                                                              | San Pietroburgo                                                       | Russia                                                                | 3 – 1                                                                 | Armenia                                                               | Qual. Euro 2012                                                       | 3                                                                     |                                                                       |
| 10-8-2011                                                             | Mosca                                                                 | Russia                                                                | 1 – 0                                                                 | Serbia                                                                | Amichevole                                                            | -                                                                     | 85’                                                                   |
| 2-9-2011                                                              | Mosca                                                                 | Russia                                                                | 1 – 0                                                                 | Macedonia                                                             | Qual. Euro 2012                                                       | -                                                                     | 46’                                                                   |
| 6-9-2011                                                              | Mosca                                                                 | Russia                                                                | 0 – 0                                                                 | Irlanda                                                               | Qual. Euro 2012                                                       | -                                                                     | 54’                                                                   |
| 7-10-2011                                                             | Žilina                                                                | Slovacchia                                                            | 0 – 1                                                                 | Russia                                                                | Qual. Euro 2012                                                       | -                                                                     | 87’                                                                   |
| 11-10-2011                                                            | Mosca                                                                 | Russia                                                                | 6 – 0                                                                 | Andorra                                                               | Qual. Euro 2012                                                       | 1                                                                     | 62’ 73’                                                               |
| 29-5-2012                                                             | Nyon                                                                  | Lituania                                                              | 0 – 0                                                                 | Russia                                                                | Amichevole                                                            | -                                                                     | 46’                                                                   |
| 1-6-2012                                                              | Zurigo                                                                | Russia                                                                | 3 – 0                                                                 | Italia                                                                | Amichevole                                                            | -                                                                     | 63’ 72’                                                               |
| 8-6-2012                                                              | Cracovia                                                              | Russia                                                                | 4 – 1                                                                 | Rep. Ceca                                                             | Euro 2012 - 1º turno                                                  | 1                                                                     | 73’                                                                   |
| 12-6-2012                                                             | Varsavia                                                              | Polonia                                                               | 1 – 1                                                                 | Russia                                                                | Euro 2012 - 1º turno                                                  | -                                                                     | 70’                                                                   |
| 16-6-2012                                                             | Varsavia                                                              | Grecia                                                                | 1 – 0                                                                 | Russia                                                                | Euro 2012 - 1º turno                                                  | -                                                                     | 46’                                                                   |
| 15-8-2012                                                             | Mosca                                                                 | Russia                                                                | 1 – 1                                                                 | Costa d'Avorio                                                        | Amichevole                                                            | -                                                                     | 46’                                                                   |
| Totale                                                                |                                                                       | Presenze                                                              | 51                                                                    |                                                                       | Reti (4º posto)                                                       | 21                                                                    |                                                                       |

## Palmarès
- Coppa di Russia: 2

Spartak Mosca: 2002-2003
Lokomotiv Mosca: 2014-2015